# Tomas Mustelin
Tomas Mikael Mustelin, född 19 februari 1960 i Köpenhamn, är en finländsk läkare. Han är son till Nils Mustelin.
Mustelin blev medicine och kirurgie doktor 1987. Han verkar sedan 1992 som forskare i Kalifornien, USA, sedan 1999 som professor vid Sanford Burnham Prebys Medical Discovery Institute i La Jolla. Hans vetenskapliga arbeten rör immunologi och cellbiologi.